# Mathenesserlaan 315 (Rotterdam)
Mathenesserlaan 315, Rotterdam is een historische pand aan de Mathenesserlaan in Rotterdam uit 1900, waar sinds 2015 het Angolees consulaat is gevestigd. Het pand is ontworpen door architect D.B. Logemann en heeft tot 1998 dienst gedaan als archiefgebouw van het Rotterdamse gemeentearchief.

## Gemeentearchief, 1900-1998
Het pand aan de Mathenesserlaan 315 in Rotterdam is oorspronkelijk ontworpen met twee gebouwen; het voorste gebouw aan de straatkant ontworpen als kantoorgebouw en daarachter een depotgebouw. De voorgevel bevat een combinatie van elementen uit de bouwstijlen gotiek, renaissance en barok.
Het pand is in 1898 ontworpen door architect D.B. Logemann, en is gebouwd voor 114.262,- gulden. Het gebouw werd op 5 juni 1900 geopend waarna het tussen 1900 en 1998 diende als kantoor en opslag van het Rotterdamse gemeentearchief. Door twijfels over de brandveiligheid werd pas in 1938 elektrische verlichting in het depot aangelegd. Dit kostte destijds 2.225,- gulden.
Kort voor de Tweede Wereldoorlog werden nog enkele verstevigingen aangebracht. Tijdens het bombardement op Rotterdam op 14 mei 1940 vielen er geen bommen in de Coolpolder. Wat later zorgde een bom op de nabijgelegen St. Elisabethkerk wel voor enige glasschade.
Op 29 november 1944 raakte het archiefgebouw beschadigd tijdens de gerichte luchtaanval op het Rotterdamse hoofdkwartier van de Sicherheitsdienst aan de Heemraadssingel (het pand van het voormalige Rotterdamsch Sanatorium). Het hoofdkwartier raakt slechts beschadigd, de bommen kwamen vooral terecht op woningen aan de Heemraadssingel, Aelbrechtsplein, Robert Fruinstraat en Oranjeboomstraat. De archiefbescheiden in het gebouw van het stadsarchief zijn bij deze aanval gespaard gebleven. Na de oorlog is het gebouw aan de achterkant uitgebreid richting de Robert Fruinstraat.
Door de groei van de collecties was in de jaren negentig een verhuizing noodzakelijk. In het jaarverslag over 1938 schreef archivaris Hendrik Cornelis Hazewinkel al dat er behoefte was aan een nieuw depot. De uitbreidingen werden van 1967 tot 1970 gebouwd aan de achterkant van het pand. In 1998 verhuisde het stadsarchief naar de Rijks Automobiel Centrale aan de Hofdijk waar daarvoor een deel van het wagenpark van de rijksoverheid werd beheerd.

## Angolees consulaat sinds 2015
In januari 2015 werd het gebouw voor 2,4 miljoen euro aangekocht door het Angolees consulaat van een particuliere partij. Het consulaat had zonder de benodigde vergunning opdracht gegeven voor een verbouwing en het schilderen van de monumentale gevel. De poreuze zandstenen gevelonderdelen van het rijksmonument werden door een witte verflaag mogelijk onherstelbaar beschadigd.
De zaak was ingewikkeld aangezien buitenlandse diplomaten diplomatieke onschendbaarheid genieten. De gemeente betaalde 40.000 euro voor de herstelwerkzaamheden die geen "noemenswaardige schade" zouden achterlaten.

## Galerij

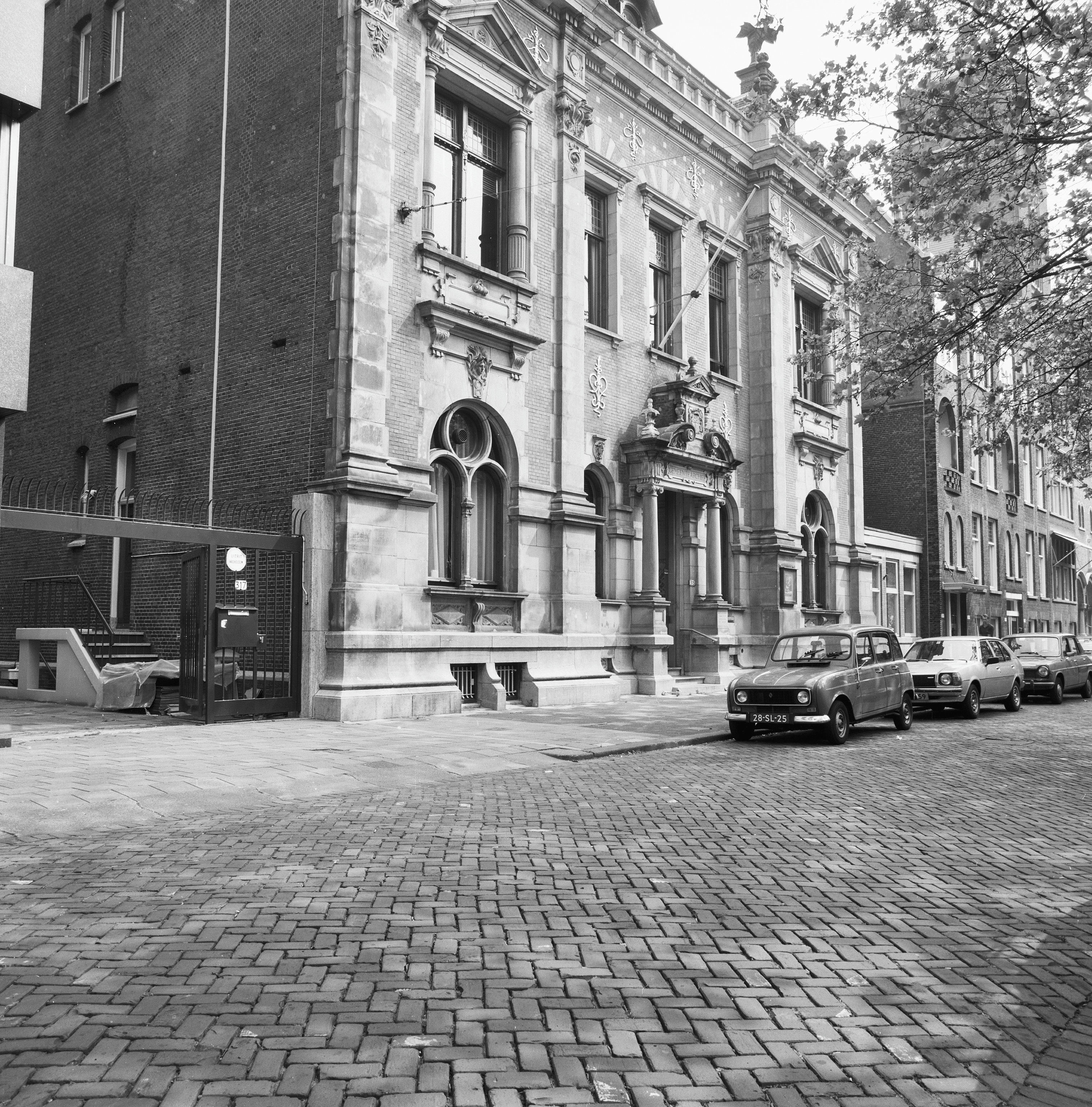
Voorgevel in juli 1983
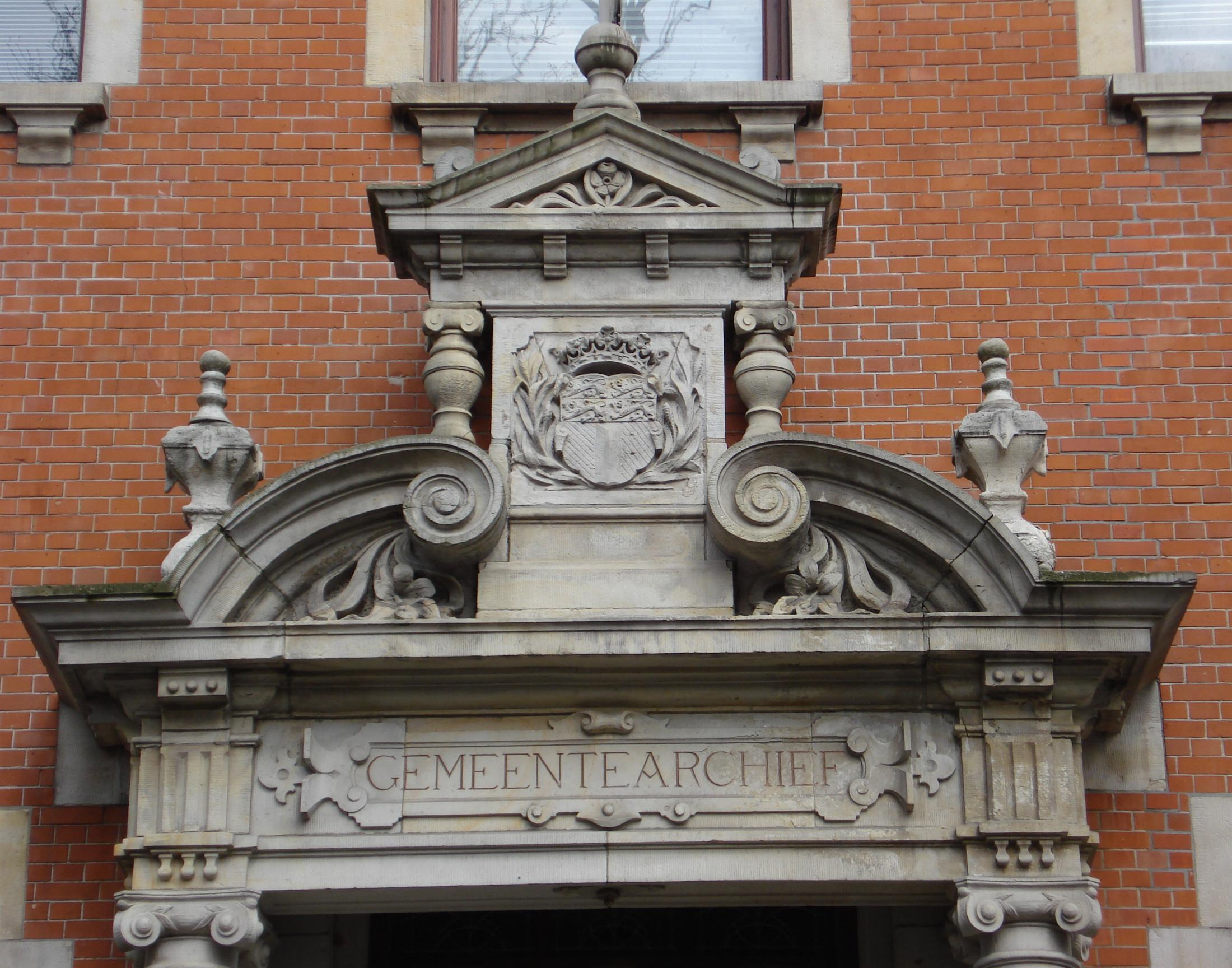
Reliëf op de voorgevel